# Liste des évêques de Dallas
Cette page présente la liste des évêques de Dallas. 
Le diocèse de Dallas (Dioecesis Dallasensis) est créé le 1er juillet 1890, par détachement de celui de diocèse de Gavelston.
Le 20 octobre 1953, il change de nom et devient diocèse de Dallas-Fort Worth, avant de recouvrer son nom initial le 9 août 1969 à la suite de l'érection du diocèse de Fort Worth. 

## Sont évêques
- 9 janvier 1891-17 novembre 1892 : Thomas Brennan (Thomas Francis Brennan)
- 24 septembre 1893-5 août 1910 : Edward-Joseph Dunne
- 8 juin 1911-19 août 1954 : Joseph Lynch (Joseph Patrick Lynch), évêque de Dallas puis de Dallas-Fort Worth (20 octobre 1953).
- 29 août 1954-22 août 1969 : Thomas Gorman (Thomas Kiely Gorman), évêque de Dallas Fort-Worth jusqu'au 9 août 1969, puis évêque de Dallas.
- 27 août 1969-14 juillet 1990 : Thomas Tschoepe (Thomas Ambrose Tschoepe)
- 14 juillet 1990-6 mars 2007 : Charles Grahmann (Charles Victor Grahmann)
- 6 mars 2007-15 août 2016 : Kevin Farrell (Kevin Joseph Farrell), nommé préfet du dicastère pour les laïcs, la famille et la vie.
- depuis le 13 décembre 2016: Edward Burns (en) (Edward James Burns)

## Sources
- Fiche du diocèse sur catholic-hierarchy.org